# Tres Lligues

Els emblemes de les Tres Lligues es combinen en l'escut d'armes del cantó dels Grisons.

Les Tres Lligues va ser una aliança acordada el 1471 entre la Lliga de la Casa de Déu, la Lliga de les Deu Jurisdiccions i la Lliga Gris, que acabarien formant el cantó suís dels Grisons. Les tres lligues es van aliar a l'Antiga Confederació Suïssa en 1496, participant en la Guerra de Suabia de 1499. El conjunt del territori, així com els seus habitants, eren coneguts com a Grisons. També es va donar al conjunt el nom de Lligues Grises, en plural.

## Expansió dels Grisons

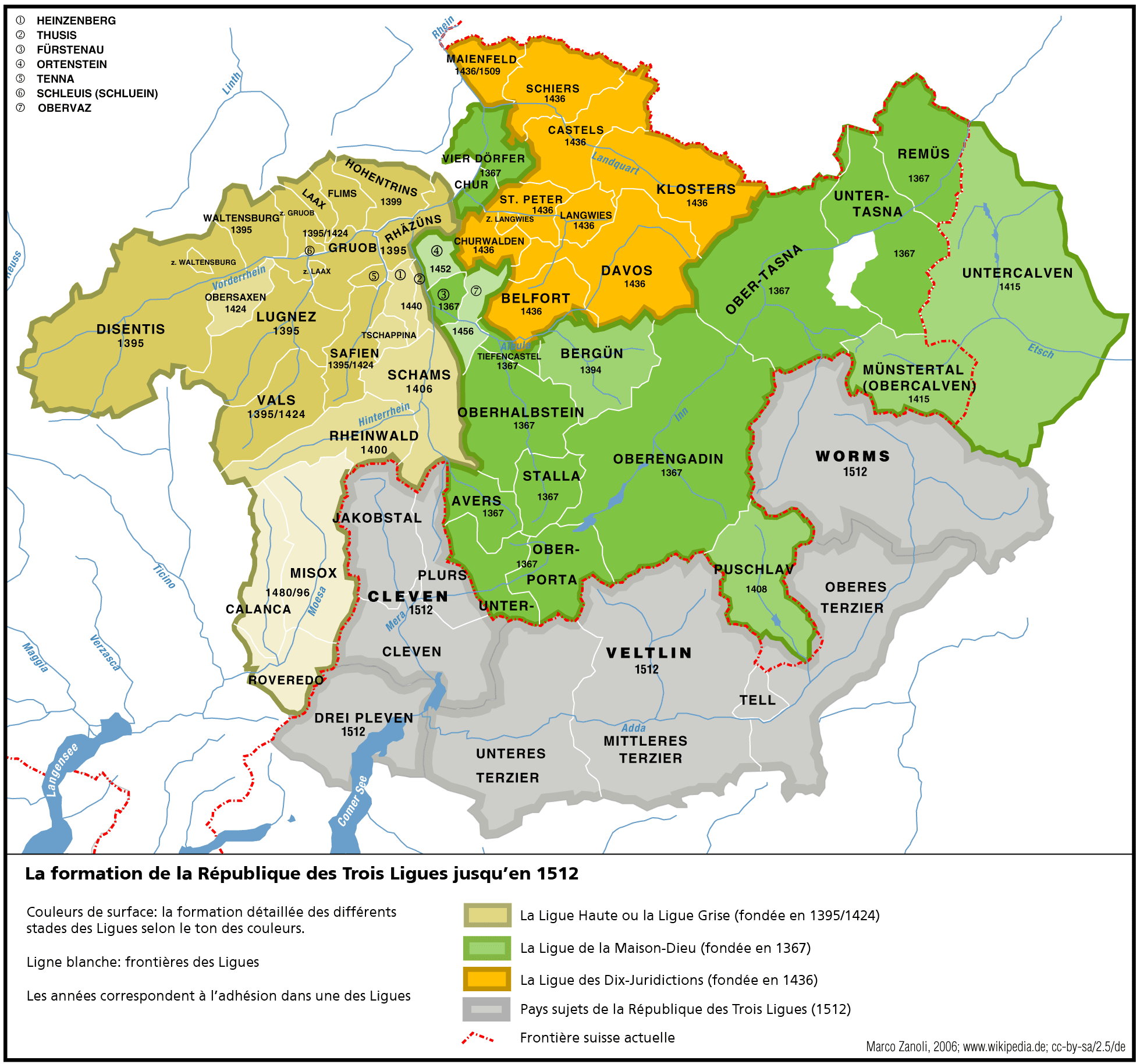
Les Tres Lligues el 1512

El 1512, els tres territoris: jurisdicció del Ducat de Milà de la Valtellina, comtat de Chiavenna (o Cleven) i Bormio van ser incorporats, si bé després del Congrés de Viena van ser atorgats al Regne Llombardovènet i amb posterioritat passarien a formar l'actual província de Sondrio italiana. El 1526, la jurisdicció del bisbe de Coira va ser suprimida. Les Tres Lligues no es van unir a la Confederació fins a la fundació de la República Helvètica el 1798 com a Cantó de Rècia i el 1803 com a cantó dels Grisons.